# Jay Bothroyd
Jay Bothroyd, angleški nogometaš, * 5. maj 1982.
Za angleško reprezentanco je odigral eno uradno tekmo.